# Liste der Baudenkmale in Hoyerhagen
In der Liste der Baudenkmale in Hoyerhagen sind alle Baudenkmale der niedersächsischen Gemeinde Hoyerhagen aufgelistet. Die Quelle der Baudenkmale ist der Denkmalatlas Niedersachsen. Der Stand der Liste ist der 2. November 2020.

## Allgemein
In den Spalten befinden sich folgende Informationen:
- Lage: die Adresse des Baudenkmales und die geographischen Koordinaten. Kartenansicht, um Koordinaten zu setzen. In der Kartenansicht sind Baudenkmale ohne Koordinaten mit einem roten Marker dargestellt und können in der Karte gesetzt werden. Baudenkmale ohne Bild sind mit einem blauen Marker gekennzeichnet, Baudenkmale mit Bild mit einem grünen Marker.
- Bezeichnung: Bezeichnung des Baudenkmales
- Beschreibung: die Beschreibung des Baudenkmales. Unter § 3 Abs. 2 NDSchG werden Einzeldenkmale und unter § 3 Abs. 3 NDSchG Gruppen baulicher Anlagen und deren Bestandteile ausgewiesen.
- ID: die Objekt-ID des Baudenkmales
- Bild: ein Bild des Baudenkmales, ggf. zusätzlich mit einem Link zu weiteren Fotos des Baudenkmals im Medienarchiv Wikimedia Commons. Wenn man auf das Kamerasymbol klickt, können Fotos zu Baudenkmalen aus dieser Liste hochgeladen werden:

## Hoyerhagen

### Gruppe: Hofanlage in Hoyerhagen
Die Gruppe „Hofanlage in Hoyerhagen“ hat die ID 31036318.

| Lage                                 | Bezeichnung              | Beschreibung                                                                                                   | ID       | Bild           |
| ------------------------------------ | ------------------------ | --- | -------- | -------------- |
| Bruchweg 7 52° 50′ 7″ N, 9° 4′ 18″ O | Wohn-/Wirtschaftsgebäude | Wohn- und Wirtschaftsgebäude als Hallenhaus aus dem 19. Jahrhundert in Fachwerku und mit hohem Krüppelwalmdach | 31046162 | Weitere Bilder |
| Bruchweg 7 52° 50′ 8″ N, 9° 4′ 18″ O | Scheune                  | Scheune in Fachwerk mit Steinausfachungen sowie mit Satteldach                                                 | 31046182 | Weitere Bilder |
| Bruchweg 7 52° 50′ 8″ N, 9° 4′ 17″ O | Stall                    | Stall in Fachwerk mit Steinausfachungen und mit Satteldach                                                     | 31046200 | Weitere Bilder |
| Bruchweg 7 52° 50′ 7″ N, 9° 4′ 19″ O | Backhaus                 | Backhaus in Fachwerk mit Steinausfachungen und mit Satteldach                                                  | 31046218 | Weitere Bilder |

### Gruppe: Domäne Memsen
Die Gruppe „Domäne Memsen“ hat die ID 31037006.

| Lage                                 | Bezeichnung        | Beschreibung                 | ID       | Bild           |
| ------------------------------------ | ------------------ | ---------------------------- | -------- | -------------- |
| Memsen 11 52° 48′ 32″ N, 9° 4′ 7″ O  | Wirtschaftsgebäude | Pferdestall, int. Nr. 11     | 31046341 | Weitere Bilder |
| Memsen 11 52° 48′ 32″ N, 9° 4′ 11″ O | Wirtschaftsgebäude | Haferscheune, int. Nr. 9     | 31046315 | Weitere Bilder |
| Memsen 11 52° 48′ 30″ N, 9° 4′ 11″ O | Wirtschaftsgebäude | Haferscheune, int. Nr. 6     | 31046362 | Weitere Bilder |
| Memsen 11 52° 48′ 30″ N, 9° 4′ 3″ O  | Wohnhaus           | Pächterwohnhaus, int. Nr. 17 | 31045968 | Weitere Bilder |
| Memsen 11 52° 48′ 29″ N, 9° 4′ 7″ O  | Wirtschaftsgebäude | Viehstall, int. Nr. 4        | 31046386 | Weitere Bilder |
| Memsen 13 52° 48′ 27″ N, 9° 4′ 2″ O  | Wirtschaftsgebäude | Vorwerksgebäude, int. Nr. 1a | 31046430 | Weitere Bilder |
| Memsen 11 52° 48′ 27″ N, 9° 4′ 8″ O  | Wirtschaftsgebäude | Pferdestall, int. Nr. 3      | 31046406 | Weitere Bilder |

### Einzelbaudenkmale
| Lage                                         | Bezeichnung | Beschreibung | ID       | Bild           |
| -------------------------------------------- | ----------- | --- | -------- | -------------- |
| Dorfstraße 64 52° 49′ 28″ N, 9° 4′ 49″ O     | Windmühle   | Galerieholländer von 1866 | 31046236 | Weitere Bilder |
| Am Moorgraben 4 52° 49′ 28″ N, 9° 4′ 56″ O   | Wohnhaus    | Zweiständer-Hallenhaus von 1689 in Fachwerk mit Putzausfachungen und reetgedecktem Krüppelwalmdach                                                  | 31046277 |                |
| Gräsenweg 1 52° 50′ 3″ N, 9° 3′ 41″ O        | Speicher    | Speicher vom 18. Jh. in Fachwerk | 31046143 |                |
| Dorfstraße 89 52° 49′ 46″ N, 9° 5′ 9″ O      | Schafstall  | Fachwerkgebäude | 31046055 |                |
| Vogelsang 1 52° 49′ 26″ N, 9° 6′ 26″ O       | Kirche      | Die evangelische St.-Crucis-Kirche stammt aus dem Mittelalter und wurde aus Backstein erstellt.                                                     | 31045994 | Weitere Bilder |
| Zum Burbrink 20 52° 49′ 24″ N, 9° 6′ 20″ O   | Scheune     | Umgebautes Wohn- und Wirtschaftsgebäude von 1857 als Hallenhaus in Fachwerk mit Steinausfachungen mit Anbau sowie mit reetgedecktem Krüppelwalmdach | 31046013 |                |
| Memser Kirchweg 1 52° 48′ 58″ N, 9° 5′ 48″ O | Speicher    | | 31045934 |                |
| 52° 48′ 28″ N, 9° 5′ 19″ O                   | Friedhof    | Jüdischer Friedhof Hoyerhagen | 31046257 | Weitere Bilder |